# Haldenseehaus
Das Haldenseehaus ist eine Selbstversorgerhütte der Sektion Hohenstaufen-Göppingen des Deutschen Alpenvereins.

## Lage
Das Haldenseehaus liegt auf 1150 m ü. A. mitten im Tiroler Teil der Allgäuer Alpen im Tannheimer Tal in der Gemeinde Nesselwängle, etwa einen Kilometer vom Ortskern in Richtung Westen entfernt, im Ortsteil Schmitte nahe der Tannheimer Straße (B199). Diese führt weiter nach Haller, einem weiteren Ortsteil von Nesselwängle.

## Verkehrsanbindung
- per Zug bis Reutte, ab hier weiter mit dem Bus
- per Bus mit der Linie Reutte-Tannheim, ab hier ca. 100 m Fußweg
- per PKW bis direkt an die Hütte

## Tourenmöglichkeiten
Die Hütte dient als Stützpunkt für Wander- und Radtouren im Tannheimer Tal. In der Nähe befindet sich der Hochseilgarten Kletterwald Tannheimer Tal. Der ebenfalls nahegelegene Haldensee ist ein Badesee inmitten der Tannheimer Berge.

### Übergänge zu Nachbarhütten
- Otto-Mayr-Hütte, Gehzeit: 3 Stunden
- Bad Kissinger Hütte über Grän, Gehzeit: 2 Stunden
- Gimpelhaus über Nesselwängle, Gehzeit: 1¼ Stunden
- Landsberger Hütte, Gehzeit: 4 Stunden

### Gipfelbesteigungen
- Krinnenspitze (2000 m), Gehzeit: 3 Stunden
- Neunerköpfle (1862 m), Gehzeit: 3½ Stunden
- Rote Flüh (2111 m), Gehzeit: 3½ Stunden
- Gimpel (2176 m), Gehzeit: 3 Stunden
- Kellenspitze (2240 m), Gehzeit: 3–4 Stunden

## Wintersport
Im Winter dient die Hütte als Stützpunkt für Langläufer, Skitourengeher und Skifahrer. Vor Ort gibt es eine Doppelsesselbahn sowie drei Schlepplifte und einen Übungslift. Die Rodelbahn ist mit der Doppelsesselbahn erreichbar. Außerdem bietet das Tannheimer Tal viele Skipisten und Langlaufloipen. Auf dem Haldensee gibt es eine kleine Eisbahn.

## Geschichte
Das Haldenseehaus wurde 1962 von der Sektion Hohenstaufen-Göppingen des DAV erworben und 1963–64 umgebaut sowie 1977 und 1983–85 erweitert.

## Karten
- Alpenvereinskarte BY 5 Tannheimer Berge – Köllenspitze, Gaishorn (1:25.000)
- WK 352 Ehrwald – Lermoos – Reutte – Tannheimer Tal, 2013, Freytag & Berndt, ISBN 978-3850847490.